# Palystella browni
Palystella browni là một loài nhện trong họ Sparassidae.
Loài này thuộc chi Palystella. Palystella browni được George Newbold Lawrence miêu tả năm 1962.